# Girolamo Tiraboschi
Girolamo Tiraboschi (Bérgamo, República de Venecia; 18 de diciembre de 1731-Módena; 9 de junio de 1794) fue un religioso jesuita y erudito italiano que se destacó por ser uno de los primeros historiadores de la literatura vernácula en lengua italiana.

## Biografía
Estudió en el colegio jesuita de Monza y con quince años entró en la Compañía de Jesús. Desempeñó una cátedra de elocuencia en Milán desde 1755 en la Academia di Brera; allí reordenó y catalogó su Biblioteca. En este ambiente nacieron sus primeros trabajos críticos: el prólogo en latín al De patriae historia oratio, documentada reseña de milaneses ilustres, y los tres tomos de Vetera Humiliatorum monumenta annotationibus ac dissertationibus prodromis illustrata (1766-68), que lo dieron a conocer a la comunidad científica europea. 
En 1770 recibió de Francisco III, duque de Módena, el cargo de prefecto de la Biblioteca Estense de Módena, que mantuvo hasta su muerte, y desde 1773 a 1790 fue primero colaborador y luego director del Nuovo giornale dei letterati d’Italia. Fruto de su laboriosidad fue una serie imponente de obras de erudición en gran parte sobre la cultura e historia de Módena y del estado de Este, entre otras la Vita del conte Fulvio Testi (1780), la Storia dell’angusta badia di S. Silvestro in Nonantola (1784-85), la Biblioteca Modenese (1781-86), vasto repertorio de la historia literaria local, las Notizie de’ pittori, scultori, incisori e architetti nati degli Stati del duca di Modena (1786), las Notizie della Confraternita di S. Pietro Martire (1789), las Memorie storiche modenesi (1793-94), el Dizionario topografico-storico degli Stati estensi (impreso póstumamente entre 1824 y 1825). Pero la obra que sobre todo legó a la posteridad y le ha dado más justa fama es la monumental Storia della letteratura italiana, cuya primera edición se publicó en Módena entre 1772 y 1781 en trece volúmenes en cuarto, abarcando la literatura compuesta desde la época de los Etruscos hasta finales del siglo XVII, y cuya segunda notablemente corregida y ampliada a 16 volúmenes lo fue entre 1787 y 1793. Más veces reimpresa y compendiada, y traducida al francés, al alemán y al inglés, esta obra conoció un gran éxito y mereció a su autor, por parte de Francesco de Sanctis, el calificativo de «Muratori della nostra letteratura». Le ocupó once años de trabajo entre 1771 y 1782 y Ugo Foscolo la tuvo por un "archivo ordenado y razonado de materiales, cronologías, documentos y disquisiciones para servir a la historia literaria de Italia", de tal suerte que aún en la actualidad puede ser consultada con fruto.

## Tiraboschi y la polémica hispano-italiana
Tiraboschi inició, junto a Saverio Bettinelli, una polémica literaria que implicaría a muchos de los exiliados españoles en Italia. Tanto Tiraboschi, en las páginas de su Storia della letteratura italiana (tomo VIII), como Bettinelli en el Risorgimento d’Italia negli studi, nelle arti e nei costumi dopo il Mille che risale al 1775, sostenían que la causa de la corrupción del gusto poético del siglo XVII se debía sobre todo a la obra de los autores españoles de esa época. En la historia de la literatura esta corrupción tenía un antecedente, también de origen español: según Tiraboschi y Bettinelli, la decadencia de las letras latinas tras la época de Augusto fue propiciada principalmente por autores nacidos en la península ibérica. Si Juan Andrés, en la Lettera … sopra una pretesa cagione del corrompimento del gusto italiano nel secolo XVII (Cremona, 1776; trad. esp.: Madrid, 1780), les contestaba con tono conciliador, el Padre Lampillas lanzó una verdadera invectiva contra el erudito bergamasco. Entre 1778 y 1781 publicó éste el Saggio storico-apologetico della letteratura spagnuola (Génova, F. Repetto, 6 tomos; trad. esp.: Zaragoza, 1782-84), en el que, además de desmontar las tesis de Tiraboschi-Bettinelli, formuló una apología de la cultura española. Juan Francisco Masdeu intervino en la querella en defensa de su correligionario, publicando en italiano una Storia critica di Spagna e della cultura spagnola (Florencia, 1781-1787), que luego traduciría al español ampliándola considerablemente (Historia crítica de España y de la Cultura española, Madrid, Sancha, 1783-1805, 20 vols.). Otros intelectuales que participaron en la polémica hispano-italiana son, entre otros, el Padre Serrano, Esteban Arteaga, en el bando español, y Francesco Saverio Quadrio, Napoli Signorelli y Giambattista Conti, en el italiano.

## Obras
- Prólogo en latín al De patriae historia oratio, Milán, 1760.
- Vetera Humiliatorum monumenta annotationibus ac dissertationibus prodromis illustrata (Milán, 1766-68), 3 vols (En línea)
- Vita del conte Fulvio Testi (Módena, 1780)
- Biblioteca modenese ovvero notizie della vita e delle opere degli scrittori nati negli stati del duca di Modena, 6 vols., Modena,  1781-1786 ; .
- Notizie biografiche e letterarie in continuazione della Biblioteca modonese, Reggio, 1796 (En línea)
- Della pittura e della statua di Leonbatista Alberti, Milán, 1804 (En línea)
- Storia dell'augusta abbazia di San Silvestro dì Nonantola, aggiuntovi il Codice Diplomatico della medesima illustrato con note, 2 vols., Modena, 1784-1789.
- Notizie de’ pittori, scultori, incisori e architetti nati degli Stati del duca di Modena (1786)
- Notizie della Confraternita di San Pietro Martire in Modena, Modena, 1789.
- Riflessioni sugli Scrittori Genealogici, Padova 1789;
- Dell'origine della poesia rimata, opera di Giammaria Barbieri modenese, pubblicata e con annotazioni illustrata dal cav. ab. Girolamo Tiraboschi, Modena 1790;
- Memorie storiche modenesi col Codice Diplomatico illustrato con note, Modena, 1793-1795, 3 vols.
- Dizionario topografico-storico degli Stati estensi (impreso póstumamente entre 1824 y 1825).
- Storia della letteratura italiana, (Módena, 1772-1781, 13 volúmenes; 2.ª ed. 1787-1793, 16 vols.).